# Mudança de sexo
Mudança de sexo é um processo pelo qual um ser vivo troca seu sexo biológico- isto é, pelo qual as características sexuais femininas são substituídas pelas masculinas ou vice-versa. A mudança de sexo pode ocorrer naturalmente, como no caso do hermafroditismo sequencial observado em algumas espécies. Entretanto, mais comumente o termo é usado para se referir à terapia de transição de gênero, incluindo cirurgia de redesignação sexual ou o processo mais amplo de mudança do papel social de gênero realizada em seres humanos. Às vezes também é usado para procedimentos médicos aplicados a pessoas intersexo.

## Mudança natural de sexo

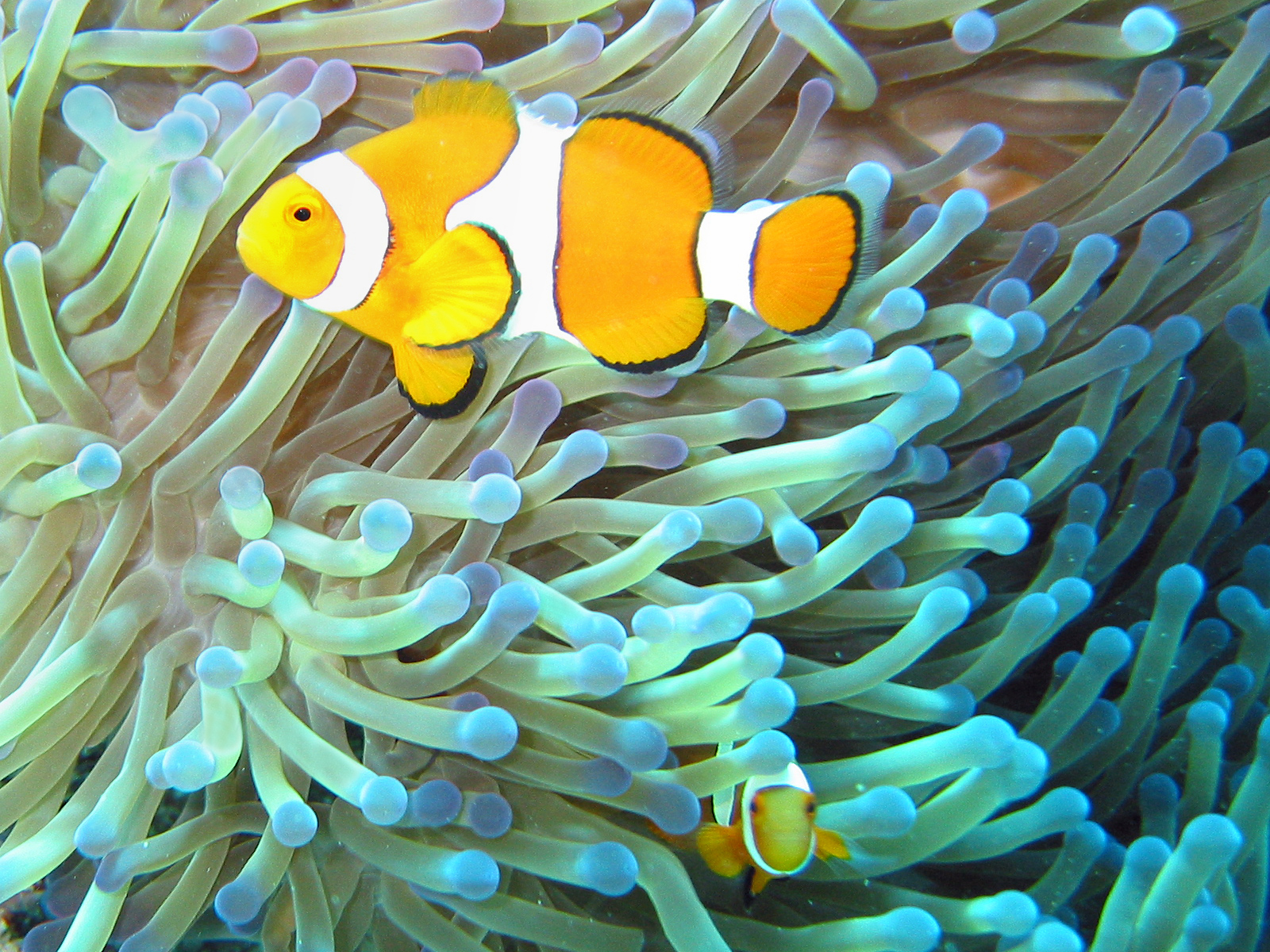
Um peixe-palhaço do género Amphiprion: sob certas condições, muda naturalmente de sexo.

### Em animais
Algumas espécies de animais, tal como o peixe-palhaço, são conhecidas por mudar de sexo, incluindo funções reprodutivas, sob circunstâncias especiais. Um cardume de peixes-palhaço é sempre constituído por uma hierarquia com uma fêmea no topo. Quando ela morre, o macho mais dominante muda de sexo e toma o lugar dela(ver hermafroditismo para maiores detalhes).
Nessas espécies, como em muitas espécies de peixes de recife de coral, a mudança de sexo é um processo anatômico normal. Peixes-palhaço,  bodiões, moreias e outras espécies de peixes mudam de sexo, incluindo as funções reprodutivas. Um cardume de peixes-palhaço é sempre construído em uma hierarquia com uma fêmea no topo. Quando ela morre, o macho mais dominante muda de sexo e toma o lugar dela. Nos bodiões (família Labridae), a mudança de sexo é de fêmea para macho, com a maior fêmea do harém transformando-se em macho e assumindo o harém com o desaparecimento do macho dominante anterior.
A mudança natural de sexo, em ambas as direções, também foi relatada em corais cogumelo. Isso ocorre em resposta às restrições ambientais ou energéticas e para melhorar a aptidão evolutiva do organismo; fenômenos semelhantes são observados em algumas plantas dióicas.
Às vezes, frangos podem sofrer mudanças naturais de sexo. Normalmente, as galinhas têm apenas um ovário funcional, no lado esquerdo. Embora dois órgãos sexuais estejam presentes durante os estágios embrionários de todas as aves, uma vez que os hormônios femininos de uma galinha entram em vigor, ela normalmente desenvolve apenas o ovário esquerdo. A gônada direita, que ainda não foi definida como ovário, testículos ou ambos (chamada ovotestis), normalmente permanece dormente. Certas condições médicas podem causar a regressão do ovário esquerdo de uma galinha. Na ausência de um ovário esquerdo funcional, o órgão sexual direito dormente pode começar a crescer; se a gônada direita ativada for um ovotestis ou testículo, ela começará a secretar andrógenos. A galinha, entretanto, não se transforma completamente em um galo. Essa transição se limita a tornar a ave fenotipicamente masculina.  A condição também pode ser causada por micotoxinas que podem se desenvolver quando a ração animal é armazenada e têm o mesmo efeito que os hormônios sintéticos. Em cerca de 10% dos casos, se os ovos fertilizados com cromossomos masculinos forem resfriados alguns graus por três dias após a postura, a atividade relativa dos hormônios sexuais favorecerá o desenvolvimento das características femininas. Os cromossomos sexuais funcionam codificando as enzimas que afetam o desenvolvimento da ave no ovo e durante sua vida. Esse resfriamento produzirá um frango com um tipo de corpo feminino totalmente funcional e reprodutivamente fértil; mesmo que a galinha seja geneticamente masculina.

### Mudança de sexo em humanos
Várias condições médicas podem resultar em uma aparente mudança de sexo em humanos, onde a aparência no nascimento é parcial ou completamente de um sexo, mas muda ao longo da vida para ser parcial ou completamente do outro sexo. A esmagadora maioria das mudanças sexuais naturais são de uma aparência feminina no nascimento a uma aparência masculina após a puberdade, devido à deficiência de 5-alfarredutase (5alpha-RD-2) ou de 17-beta-hidroxiesteroide desidrogenase [en] (17beta-HSD-3). 

## “Mudança de sexo” como procedimento médico
O termo "mudança de sexo" para se referir à cirurgia de redesignação sexual, ou seja, um conjunto de procedimentos médicos realizados por pessoas trans para alterar suas características sexuais é considerado ofensivo e impreciso pela comunidade trans. O termo também é algumas vezes usado para os procedimentos médicos pelos quais as pessoas intersexo se submetem ou, com mais frequência, são submetidas quando crianças.
O termo "mudança de sexo" às vezes também é usado para todo o processo de mudança do papel de gênero, não se limitando a procedimentos médicos. Este processo é geralmente muito mais importante para pessoas trans do que os próprios procedimentos médicos, embora mudanças induzidas por medicamentos e cirurgias possam ser necessárias para tornar possível uma mudança no papel do gênero, tanto social quanto legalmente; elas também podem ter um impacto muito significativo sobre o bem-estar da pessoa.
Muitas pessoas consideram o termo "cirurgia de redesignação sexual" preferível a "mudança de sexo". O sexo, em seres humanos, é geralmente determinado por quatro fatores:
Em seres humanos, o sexo é geralmente determinado por quatro fatores:
- Cromossomos
- Gônadas (ovários e/ou testículos)
- Hormônios
- Características sexuais primárias, e também às vezes, características sexuais secundárias

Todavia, apenas alguns destes fatores podem ser mudados:
- Cromossomos não podem ser mudados.
- Gônadas podem ser removidas, mas não substituídas.
- Hormônios podem ser facilmente alterados.
- Características sexuais existentes podem, até certo ponto, ser alteradas; as existentes, principalmente através de cirurgia, e as não-existentes podem ter seu crescimento induzido através de hormônios.

Por exemplo: mudar a anatomia genital masculina para uma genitália feminina de aparência e funcionamento bom ou excelente é algo complicado, mas inteiramente possível. Porém, o processo de mudança da anatomia genital feminina numa genitália masculina funcional é algo extremamente complicado e muito frequentemente mal-sucedido; o funcionamento, na melhor das hipóteses, é limitado. A idade ideal para a realização desses procedimentos ainda está em discussão, mas a evidências que a análise psicológica individual é mais eficiente do a idade pura e simples.

## Mudança de sexo no Brasil
Até 1997, cirurgias de mudança de sexo eram proíbidas no Brasil. Pessoas que desejassem passar pela mesma eram obrigadas a recorrer a clínicas clandestinas ou, mais frequentemente, a médicos no exterior. Em 2008, o sistema de saúde pública do Brasil começou a fornecer cirurgia de reatribuição sexual gratuita em conformidade com uma ordem judicial. O Ministério Público Federal argumentou que a cirurgia de redesignação sexual foi coberta por um cláusula constitucional garantindo a assistência médica como um direito básico.
O Tribunal Regional Federal concordou, dizendo que, na sua decisão, que "a partir da perspectiva biomédica, a transexualidade pode ser descrita como uma perturbação de identidade sexual, onde as pessoas precisam mudar seus sexual designação ou de enfrentar graves consequências em suas vidas, incluindo o intenso sofrimento, mutilação e suicídio."
Os pacientes devem ser pelo menos 18 anos de idade e diagnosticado como transgênero, sem outros transtornos de personalidade, e devem ser submetidos a avaliação psicológica, com uma equipe multidisciplinar para, pelo menos, dois anos, começa com 16 anos de idade. A média nacional é de 100 cirurgias por ano, de acordo com o Ministério da Saúde do Brasil.
Em 1º de março de 2018, o Supremo Tribunal Federal definiu que transgêneros têm o direito de alterar seu nome e sexo oficiais sem a necessidade de se submeterem a cirurgia ou de apresentarem laudos médicos ou pareceres psicológicos, bastando que a pessoa interessada declare sua identidade psicossocial. Em 29 de junho do mesmo ano, a Corregedoria Nacional de Justiça regulamentou o procedimento junto aos cartórios do país, conferindo efetividade à decisão.
Todavia, não pode ser usada por pessoas que desejem apenas adquirir características sexuais secundárias (através de hormônios e implante de próteses de silicone): tais pessoas não são consideradas pelos serviços oficiais de saúde como transexuais, mas como travestis.